# Meta Quest 3
Meta Quest 3 — це гарнітура віртуальної реальності (VR), розроблена Reality Labs, підрозділом Meta Platforms. Вона була представлена 1 червня 2023 року та випущена 10 жовтня. Є наступницею Meta Quest 2, як третє покоління лінії Meta Quest.
Як і її попередниці, Quest 3 є автономним пристроєм під управлінням Meta Horizon OS, похідної від Android Open Source Project (AOSP); ігри та програми VR можна запускати на гарнітурі або транслювати з ПК через USB-C або Wi-Fi. Гарнітуру було оснащено оновленим апаратним забезпеченням з елементами Quest Pro, включаючи більш тонкий форм-фактор і лінзи, а також додаткові датчики та кольорові камери, призначені для програмного забезпечення змішаної реальності (MR).
Гарнітура отримала позитивні відгуки, критики відзначили її тоншу конструкцію та покращення продуктивності в порівнянні з Meta Quest 2, але відзначили панорамування прохідних камер через їхню чіткість і відносну відсутність МR-досвідів під час запуску, а також відносно незмінене системне програмне забезпечення.

## Технічні характеристики

### Обладнання
Дизайн Quest 3 є еволюцією дизайну Quest 2 у поєднанні з елементами Meta Quest Pro. Вона використовує пару РК-дисплеїв із роздільною здатністю 2064×2208 для кожного ока, що приблизно на 30 % більше, ніж роздільна здатність 1832×1920 у Quest 2. Незважаючи на те, що в останньому використовується єдина панель РК-дисплея, де лише лінзи над нею є рухомими для простого 3-кратного регулювання IPD (У порівнянні з тим, що кожна лінза має свій окремий дисплей, який рухається разом як єдиний блок на Quest 3, це означає, що ви завжди бачите кожен піксель на всьому дисплеї, що дозволяє повноцінне і точне налаштування IPD.), фактична видима ефективна роздільна здатність Quest 2 насправді ближча до ≈1680x1870. Це означає, що покращення роздільної здатності двох повністю рухомих дисплеїв Quest 3 є значно більшим на практиці, ніж здається на папері; по суті, це дозволяє досягти ≈+10-15% ширшого поля зору в 110° без додаткових втрат у щільності пікселів, що можна вважати "безкоштовним оновленням".
Нові подвійні панелі РК-дисплея переглядаються через спеціально розроблені двоелементні панкейк-лінзи (подібні до тих, що є в Quest Pro), що забезпечує значно кращу чіткість зображення від краю до краю, покращення поля зору та тонший корпус пристрою на 40 %.
Лицьову сторону гарнітури прикрашають три «таблетки», що містять датчики та камери. Кожна з двох зовнішніх таблеток містить гібридну монохромну камеру для видимого світла/Інфрачервоного випромінювання, формат захоплення якої чергується між кадрами, і яка використовується для позиційного відстеження як самої гарнітури (з використанням монохромної подачі для оптичного SLAM «зсередини назовні»), так і контролерів Touch Plus (з використанням ІЧ-подачі для відстеження вбудованих ІЧ-світлодіодів), а також 4-мегапіксельну кольорову камеру RGB для змішаної реальності. На додаток до двох розташованих всередині зазначених зовнішніх таблеток на передній частині пристрою, є ще дві такі ж подвійні камери ІЧ-відстеження знизу ліворуч і праворуч на гарнітурі, щоб забезпечити відповідний обсяг відстеження.
У той час як центральна таблетка, з іншого боку, містить інфрачервоний випромінювач світла у формі лінійного проектора (продається як датчик глибини), який використовується в поєднанні з двома передніми ІЧ-камерами для визначення глибини та відстані оточення користувача для визначення кордонів і досвіду змішаної реальності.
У Quest 3 використовується Snapdragon XR2 Gen 2, система на кристалі, вироблена Qualcomm і заснована на їх флагманській SoC для мобільних телефонів Snapdragon 8 Gen 2, яку Meta рекламувала як більш ніж вдвічі вищу продуктивність необробленої графіки (GPU), ніж Snapdragon XR2 Gen 1, що використовується в Quest 2 та інших подібних автономних гарнітурах.
Гарнітура постачається з контролерами Touch Plus; вони подібні за дизайном до контролерів Touch Pro, які використовує Quest Pro, і замінюють кільце інфрачервоного датчика на інфрачервоні датчики в корпусі контролера які доповнені внутрішніми датчиками. На відміну від контролерів Touch Pro, вони не використовують спеціальний процесор і камери для вбудованого відстеження позиції та живляться від батарейок типу АА, а не від акумуляторних батарей. Quest 3 також сумісна з контролерами Touch Pro.
У грудні 2023 року було додано API для відстеження тіла, який використовує комп'ютерне бачення та бічні камери гарнітури для відстеження рухів верхньої частини тіла та рук. Це можна поєднати з API «генеративних ніг» (який використовує модель машинного навчання для оцінки руху ніг користувача), щоб забезпечити відстеження руху всього тіла без додаткових датчиків. Також було додано API глибини для покращення якості відтворення змішаної реальності.

### Програмне забезпечення
Quest 3 зворотно сумісна з усім програмним забезпеченням Quest 2. Існуюче програмне забезпечення може отримати оновлення для додавання високоякісної графіки (включно з текстурами високої роздільної здатності) під час роботи в Quest 3; через обмеження платформи важко розповсюджувати окремі пакети, націлені на Quest 2 і Quest 3 у Quest Store, що може призвести до того, що програмне забезпечення споживатиме додатковий обсяг пам'яті на Quest 2 через включення ресурсів, специфічних для Quest 3, в єдиний пакет.
Під час приватної презентації для співробітників віце-президент Meta з віртуальної реальності Марк Рабкін заявив, що планується випустити 41 нову програму та гру під час запуску; під час цифрової презентації 1 червня 2023 року Meta продемонструвала назви ігор, заплановані на кінець вікна запуску 2023 року, такі як Assassin's Creed Nexus VR, Asgard's Wrath 2, Ghostbusters: Rise of the Ghost Lord , I Expect You to Die 3, Onward, PowerWash Simulator , Samba de Amigo: Virtual Party, Stranger Things VR та Vampire: The Masquerade - Justice. Під час Connect, Meta оголосили, що Xbox Cloud Gaming буде доступний як застосунок для Meta Quest 3 у грудні 2023 року.

## Вихід гарнітури
Напередодні офіційного оголошення, автор з Bloomberg Марк Гурман опублікував інформаційний бюлетень 28 травня 2023 року, повідомляючи про приватну подію, де він отримав практичну демонстрацію прототипу Quest 3 під кодовою назвою «Eureka». Напередодні цифрової презентації VR-ігор 1 червня 2023 року, пізніше того ж дня Meta офіційно представила Quest 3 за допомогою відео в обліковому записі Марка Цукерберга в Instagram. У тизері було оголошено, що Quest 3 буде випущений наприкінці 2023 року за ціною 499,99 доларів США за модель на 128 ГБ (про варіанти більшого обсягу пам'яті буде оголошено в майбутньому).
Meta Quest 3 стала доступною для попереднього замовлення 28 вересня 2023 року, замовлення були відправлені наступного місяця. Ціною моделей на 128 ГБ і 512 ГБ є 499,99 і 649,99 доларів США відповідно. Усі одиниці попереднього замовлення були в комплекті з Asgard's Wrath 2, а попередні замовлення моделі на 512 ГБ також були в комплекті з шестимісячною передплатою Meta Quest+. Спочатку Quest 3 мала співіснувати з Quest 2 у роздрібній торгівлі, причому Quest 2 позиціонувалася як модель початкового рівня, і технічний директор Meta Ендрю Босворт заявив, що вони продовжуватимуть підтримувати Quest 2 «досить довго».
25 вересня 2024 року Meta представила Quest 3S, як нову модель початкового рівня, яка замінить Quest 2 за ціною 299,99 доларів США за модель 128 ГБ. У результаті було оголошено, що Quest 3 на 128 ГБ буде виведено з виробництва (її ціна буде знижена до 429,99 доларів США, поки запаси залишаться), а модель на 512 ГБ буде знижена до 499,99 доларів США. Також було оголошено, що нові покупки Quest 3 і 3S будуть додаватися в комплекті з Batman: Arkham Shadow з того часу до 30 квітня 2025 року.

## Рецепція
У практичному звіті, опублікованому до офіційної презентації, автор з Bloomberg Марк Гурман виявив, що новий прохідний AR режим був значно кращим, ніж будь-які попередні продукти Meta (включно з Quest Pro), і був достатньо хорошим, щоб чітко читати та використовувати телефон, але відстеження контролерів було менш точним. Meta пояснила, що покращить точність відстеження контролерів з часом за допомогою різноманітних уже відкритих, але ще не реалізованих технологій відстеження та оновлень програмного забезпечення.
У Wired високо оцінили оновлене апаратне забезпечення Quest 3 і її форм-фактор за більш зручну та «безпечну» посадку. Буль відчуто, що кольорові наскрізні камери кращі, ніж попередні монохромні камери, але все ще мають розмитий вигляд, і що доступні програми не використовують змішану реальність у повній мірі. Користувальницький інтерфейс також піддався критиці за те, що він майже не змінився порівняно з попередніми моделями, не мав функцій керування програмами та мав нечіткі шляхи міграції для збереження даних у хмарі з попередніх гарнітур Quest. На завершення було стверджено, що «все, що вона робить, робить добре, але вона нічого не робить на вершині свого класу», і що Quest 3 «може бути недостатнім, щоб зробити масове впровадження VR або MR справжньою реальністю».
У Polygon так само високо оцінили технічні та ергономічні оновлення Quest 3 і описали пристрій як «набагато повніший із коробки, з меншою кількістю очевидних областей для вдосконалення, ніж Quest 2». Було відмічено, що не так багато ігор було спеціально оновлено для Quest 3 на момент запуску, але ті, які зробили, мали покращену візуальну точність (наприклад, Red Matter 2 , яка, за описом, наближалася до точності Half-Life: Alyx), і що покращення продуктивності не були універсальними серед існуючих ігор, які ще не оновлені. Було стверджено, що бібліотека рідного програмного забезпечення гарнітури має «вартий досвід», але що «подача нових, цікавих ігор у Meta є повільною порівняно з ритмом випуску традиційних ігрових консолей», і що Quest 3 «схоже на оновлення консолі середнього покоління, але без переваги наявності десятків дивовижних ігор, які здаються значно покращеними одразу».